# برینگ بانک
برینگ بانک (انگلیسی: Barings Bank) بانک بریتانیایی بود، که در سال ۱۷۶۲ توسط فرانسیس برینگ تأسیس شد و پس از بانک برنبرگ، قدیمی‌ترین بانک بازرگانی جهان می‌باشد. شعبه مرکزی این بانک در شهر لندن قرار داشت. این بانک در سال ۱۹۹۵ در پی اعلام ورشکستگی، توسط گروه آی‌ان‌جی خریداری گردید.